# بخش گور آیکه
بخش گور آیکه (به اسپانیایی: Departamento Güer Aike) یک منطقهٔ مسکونی در آرژانتین است که در استان سانتا کروس، آرژانتین واقع شده‌است. بخش گور آیکه ۳۳٬۸۴۱ کیلومتر مربع مساحت و ۱۱۳٬۲۶۷ نفر جمعیت دارد.